# Emile Coulonvaux
Emile Maurice Léon Coulonvaux (Chimay, 26 februari 1892 - Dinant, 10 maart 1966) was een Belgisch liberaal politicus.

## Levensloop
Als doctor in de rechten vestigde Coulonvaux zich als advocaat in Dinant.
Hij werd tevens politiek actief voor de Liberale Partij en was voor deze partij gemeenteraadslid en van 1927 tot 1928 schepen van Dinant. 
Bovendien zetelde hij van 1939 tot 1946 en van 1949 tot 1961 in de Belgische Senaat: van 1939 tot 1946 en van 1954 tot 1961 als gecoöpteerd senator en van 1949 tot 1954 als provinciaal senator voor de provincie Namen. In de Senaat was hij ondervoorzitter en van 1949 tot 1961 fractievoorzitter voor de Liberale Partij.
Als militant van de Waalse Beweging zetelde hij eveneens in de Assemblée wallonne. Van 1937 tot 1940 was hij eveneens in opvolging van Victor de Laveleye de voorzitter van de Liberale Partij. Na het uitbreken van de Tweede Wereldoorlog en de Duitse bezetting van België ging de Liberale Partij ondergronds. In november 1940 nam Coulonvaux ontslag als voorzitter, waarna Fernand Demets en Jane Brigode tot de Bevrijding de functie van waarnemend voorzitter uitoefenden.

## Bron
- VAN MOLLE, P., Het Belgisch Parlement 1894-1972, Antwerpen, 1972.